# Овсянка (Амурская область)
Овся́нка — старейшее село в Зейском районе Амурской области России. Образует сельское поселение Овсянковский сельсовет.
Село Овсянка, как и Зейский район, приравнено к районам Крайнего Севера.
В селе действуют Овсянковский филиал ГБУЗ АО «Зейская больница им. Б.Е.Смирнова», среднеобразовательная школа, детская музыкальная школа, сельский Дом культуры и дом культуры им. Клепикова, детско-юношеская спортивная школа, библиотека .
В селе расположены филиал Зейского лесничества и лесхоза, отряд № 5 ГПС МЧС России по Амурской области, ОАО «Покровский рудник».

## История
Первые упоминания о селе датируются 1885 г., когда в этих местах обнаружили золотые промыслы. Первопоселенцы работали на приисках, занимались извозом, снабжали золотопромышленников различными товарами и продовольствием, сеяли зерно на продажу . К 1911 году в селе проживало 545 человек. Жителями стали переселенцы из Украины, Белоруссии, Латвии . До 1917 года было центром Овсянковской волости. Во время Гражданской войны село 18 месяцев находилось в японской оккупации, было освобождено в 1920 году . В 1931 году был организован Овсянковский леспромхоз № 4 . 
В 1930 году был образован колхоз «Комсомолец Севера» . У принятых в него обобществляли все движимое имущество, за исключением птиц и свиней . В 1961 году колхоз был реорганизован в совхоз «Зейский ». В 1934 году в Овсянке организовали МТС (машинно-тракторную станцию) .
В 2024 году на берегу р. Зея в селе началось строительство храма святого Николая Японского (Ивана Касаткина) .

## География
Расположено на правом берегу реки Зея, в 32 км к юго-западу от районного центра, города Зея, на автодороге областного значения Зея — Тыгда (через село Сосновый Бор). Село Александровка стоит на левом берегу Зеи, в 2 км выше по течению. Находится в зоне, подверженной регулярным паводкам.

## Население
| 2002  | 2010  | 2012  | 2013  | 2014  | 2015  | 2016  |
| ----- | ----- | ----- | ----- | ----- | ----- | ----- |
| 3731  | ↘3180 | ↘3157 | ↘3121 | ↘3070 | ↘3027 | ↘3018 |
| 2017  | 2018  | 2021  |       |       |       |       |
| ↘2970 | ↘2910 | ↘2588 |       |       |       |       |

## Известные люди
- Герой Советского Союза, лейтенант Георгий Петрович Клепиков (1923—1944) — родился в Овсянке.